# Ronald Center
Répertoire
symphonies, œuvres pour piano
Ronald Center, né le 2 avril 1913 à Aberdeen – mort le 18 avril 1973 à Glasgow, est un compositeur et pianiste écossais.

## Œuvres
Orchestre
- Symphonie no 1
- The Coming of Cuchulain (poème symphonique, œuvre perdue)
- Divertimento
- Sinfonietta
- Nocturne
- Lacrimae
- Elegy

Musique de chambre
- Quatuor à cordes no 1
- Quatuor à cordes no 2
- Quatuor à cordes no 3
- Sonate pour violon
- Suite pour violoncelle solo
- Dance Rustique pour violoncelle et piano
- Duo pour violon et violoncelle (également violon et basson, hautbois et violoncelle, hautbois et basson)
- Little Canon pour violon et violoncelle

Piano
- Sonata
- Sonatine
- Suite
- Three Movements
- Larghetto
- Pantomime in 3 movements
- Prelude, Aria and Finale
- 6 Bagatelles
- 3 Preludes and Fugues
- Three Studies
- From Childhood
- Rumba
- Prelude
- Toccata
- Giglot
- Burlesca
- Homage
- Impromptu
- Air
- Sarabande
- Melodie

## Discographie
- Ronald Center: Instrumental and Chamber Music, Vol. I: Music for Solo Piano[2] Piano Sonata, 6 Bagatelles, and world premiere recordings of Pantomime, Andante, Sarabande, Air, Larghetto, Sonatine, Hommage, Three Etudes, Impromptu,Three Movements for Piano. Christopher Guild, piano. TOCC0179, 2 septembre 2013.
- Center of Huntly String Quartet No. 2, Violin Sonata, Piano Sonata. Emily White and the Isla Quartet. Deveron Arts CD 8 80992 14514 5
- Chamber Music, String Quartets Nos. 1–3, Violin Sonata, Duets for Violin and Cello, Toccata Classics (à paraître)

## Source
1. ↑  Ronald Center sur catalogue.bnf.fr
2. ↑  « Ronald Center : Instrumental and Chamber Music, Volume One », sur Toccata Music Group (consulté le 7 août 2020).